# Ofensywna operacja tichwińska
Ofensywna operacja tichwińska (ros. Тихвинская Hаступательная Операция) – radziecka operacja wojskowa przeprowadzona pomiędzy 10 listopada a 30 grudnia 1941 roku na froncie wschodnim II wojny światowej przez trzy radzieckie armie operujące na kierunku wołchowskim w celu odbicia Tichwina, przywrócenia połączenia kolejowego na odcinku Tichwin-Wołchow, poprawy sytuacji Frontu Leningradzkiego, Floty Bałtyckiej i oblężonego Leningradu, a także aby powstrzymać siły niemieckie na kierunku północno-zachodnim i zapobiec ich przeniesieniu w kierunku Moskwy.
Operacja doprowadziła do odwrotu wydzielonych wojsk niemieckich Grupy Armii Północ i odbicia wschodniej części obwodu leningradzkiego przez Armię Czerwoną, co powstrzymało siły Osi przed pełnym okrążeniem Leningradu. Kontrofensywa została przeprowadzona przez oddziały 54 Armii Frontu Leningradzkiego oraz 4 i 52 samodzielnej armii, przy pomocy wojsk Frontu Północno-Zachodniego. Następnie operację kontynuował nowo powstały Front Wołchowski do końca grudnia 1941 roku. Szerokość frontu działań wojennych podczas operacji wynosiła 300–350 kilometrów, a głębokość natarcia wojsk radzieckich 100–120 kilometrów, przy średnim dziennym tempie ofensywy 2–2,5 kilometra.

## Tło sytuacyjne
Przed frontem oddziałów radzieckich znajdowały się jednostki niemieckiej 16 Armii gen. Ernsta Buscha z Grupy Armii Północ (w skład której wchodziła także ochotnicza hiszpańska Błękitna Dywizja), które od 10 listopada były głęboko zaangażowane w obronę przed atakiem wojsk radzieckich w kierunku Tichwin. 8 listopada wojska niemieckie zajęły Tichwin, odcinając ostatnią linię kolejową, która umożliwiała dostarczenie ładunków do jeziora Ładoga w celu zaopatrywania Leningradu.
W związku z tą sytuacją Stawka postanowiła natychmiast rozpocząć kontrofensywę na kierunku tichwińskim; przygotowania do niej rozpoczęły się już podczas prowadzonej wcześniej na tym samym obszarze operacji obronnej. Dzięki działaniom podjętym w celu wzmocnienia 4, 52 i 54 Armii wojska radzieckie zyskały przewagę liczebną nad wrogiem w ludziach i artylerii. Wciąż jednak Sowieci ustępowali żołnierzom Wehrmachtu w rejonie pod względem liczby czołgów i samolotów.
Plan radzieckiego dowództwa polegał na uderzeniu w zbieżnych kierunkach na Kiriszy i Gruzino. Główny cios został wymierzony z rejonu Tichwina przez 4 Armię gen. Kiriłła Mierieckowa z zadaniem połączenia się w rejonie Kiriszy z oddziałami 54 Armii gen. Iwana Fiediunińskiego oraz w rejonie Gruzino z oddziałami 52 Armii gen. Nikołaja Kłykowa, z którymi współdziałało zgrupowanie nowogrodzkie Frontu Północno-Zachodniego z zadaniem uderzenia swoimi głównymi siłami na Seliszczenskij Posiołok.

## Przebieg operacji
10 listopada 1941 r., nie czekając na całkowite zakończenie koncentracji sił, zgrupowanie nowogrodzkie rozpoczęło ofensywę na północ od Nowogrodu, 12 listopada 52 Armia uderzyła na północ i południe od Małej Wiszery, 19 listopada 4 Armia zaatakowała na północny wschód od Tichwina, a 3 grudnia 54 Armia przeszła do ataku na zachód od Wołchowa. Ofensywa grupy nowogrodzkiej zakończyła się niepowodzeniem, a oddziały 52 Armii, z powodu niedociągnięć w organizacji ofensywy, przedarły się przez obronę wroga dopiero 18 listopada i zdobyły Małą Wiszerę dwa dni później, 20 listopada.
7 grudnia jednostki 4 Armii, przedzierając się przez silną obronę Wehrmachtu na zachód od Tichwina, zagroziły przechwyceniem linii komunikacyjnych zgrupowania tichwińskiego nieprzyjaciela. Dowództwo niemieckie pospiesznie zaczęło wycofywać resztki pokonanych jednostek wzdłuż rzeki Wołchow. 9 grudnia oddziały 4 Armii wyzwoliły Tichwin i zaczęły ścigać wroga. 16 grudnia wojska 52 Armii pokonały nieprzyjacielski garnizon w Wielkiej Wiszerze i zaczęły zbliżać się do rzeki Wołchow. W tym samym czasie wojska 4 i 54 Armii okrążyły flanki wrogiego zgrupowania wołchowskiego, które zaczęło się wycofywać pod groźbą okrążenia. Do 28 grudnia 54 Armia wypędziła wojska niemieckie i hiszpańskie poza linię Mga–Kiriszy. Pod koniec grudnia oddziały 4 i 52 Armii, które zjednoczyły się 17 grudnia w ramach nowo powstałego Frontu Wołchowskiego pod dowództwem gen. Mierieckowa, dotarły do rzeki Wołchow i zdobyły kilka przyczółków na lewym brzegu, odpychając oddziały Wehrmachtu za linię, z której rozpoczęły one ofensywę na Tichwin.

## Rezultaty operacji
W wyniku ofensywnej operacji tichwińskiej wojska radzieckie zadały ciężkie straty dziesięciu dywizjom wroga (w tym dwóm pancernym i dwóm zmotoryzowanym), zmusiły dowództwo niemieckie do przeniesienia dodatkowych pięciu dywizji na kierunek tichwiński, przesunęły się do przodu o 100-120 km i wyzwoliły znaczne obszary spod niemieckiej okupacji. Powodzenie operacji zapewniło także swobodny ruch kolejowy przez stację Wojbokało i pokrzyżowało plany Niemców stworzenia drugiego pierścienia okrążenia wokół Leningradu. Ofensywna operacja tichwińska – jedna z pierwszych poważniejszych operacji ofensywnych Armii Czerwonej w czasie wojny niemiecko-radzieckiej – stworzyła sprzyjające warunki dla generalnej kontrofensywy wojsk radzieckich, która rozpoczęła się pod koniec 1941 r. i przyczyniła się do porażki wojsk niemieckich pod Moskwą.